# ابن تيمية (مسلسل)
ابن تيمية هو مسلسل ديني تاريخي مصري من إنتاج تلفزيون قطر واستديوهات عجمان، يروي قصة العالم المسلم ابن تيمية، وأدى دور البطولة الممثل عبد الله غيث مع مجموعة من الممثلين العرب.

## بطولة
| - عبد الله غيث:ابن تيمية - أمينة رزق:ست النعم - حمدي غيث:عدنان - شيرين:أمينة - أشرف عبد الغفور:شرف الدين بن تيمية - محمد الدفراوي:ابن مخلوف - أنور إسماعيل:نصر المنبجي - حسين الشربيني:عبد الرحيم - ليلى فهمي:حميدة - رجاء حسين:سلامة - سلوى محمود:عاتكة | - علي الغندور:سيف الدين سلار - المرسي أبو العباس:زين الدين بن تيمية - نبيل الحلفاوي:منصور - محمد الشويحي:حسان - سامي مغاوري:الناصر محمد - أحمد ماهر:محمود قازان - إنعام الجريتلي:سعاد - حسن حسين:ابن المرحل - وفيق فهمي:إبراهيم بن أحمد الفياني - فاروق سليمان:حيدر | - محمد أبو العينين:سنان - محمد فريد:زحل - أنور محمد:رشوان - عبد العزيز غنيم:قطلو شاه - أحمد راضي:حسام الدين مهنا بن عيسى - عبد الحميد المنير:جعفر - إبراهيم وجدي:يوسف المحتسب - سيد صادق:عتريس - حسن شبل:من علماء مصر - ألفت سكر:نبيلة | - علي حسنين:ابن الأنجا - توفيق عبد الحميد:عامر - سامح مجاهد:راشد - توفيق الدقن:صالح - سعد أردش:بيبرس الجاشنكير - عبد العظيم عبد الحق:عبد الوهاب - سيار الكواري:مسعود - قحطان القحطاني:جمال الدين آقوش الأفرم - محمد الشال - سمير التميمي |

| - سيد محمود - عبد الرحمن حامد - كمال عبد العزيز - لطفي عبد الله - فؤاد عطية - أحمد أبو عبية - فتحي سليمان - حلمي عبد الوهاب - عبد الوهاب الحديدي - أنور عبد المنعم | - توفيق الكردي - مصطفى فهمي - عبد المنعم طنطاوي - مصطفى حنفي - أحمد عبد المنعم - جلال حسن - عبد المعطي حسين - أحمد القبيصي - أحمد جلال - فكري الجوهري | - مسعد شفيق - سعيد شبايك - سيد السبكي - محب عبد الحي - سمير خلف - علي بهادر - أحمد مظهر:عبد الحليم ابن تيمية - عبد المنعم أبو الفتوح:قائد تتاري - أحمد حسين:قائد تتاري - أبو السعود عطية:تاج الدين الفزاري | - أحمد حافظ:بهاء الدين بن الزكي - أحمد حجازي:الشيخ الحلبي - خالد القصبجي - محمد محمود - عماد الشربيني - علاء عبد الوهاب:ابن تيمية طفلا - أيمن سمك:ابن تيمية شابا - ماهر عصام:زين الدين طفلا - باسل عبد الغفار:زين الدين شابا - خالد سعيد الشيخ:شرف الدين |